# Heliophanus creticus
Heliophanus creticus är en spindelart som beskrevs av Louis Giltay 1932. Heliophanus creticus ingår i släktet Heliophanus och familjen hoppspindlar. Inga underarter finns listade i Catalogue of Life.